# 제5회 인디다큐페스티발
제5회 인디다큐페스티발은 2005년 10월 28일에 열린 시상식이다.

## 수상 및 후보

### 국내 신작전
- 이것은 다큐멘터리가 아니다 - 박홍열
- 커밍 아웃 - 김지예
- 열 다섯 - 이은영
- 나와 인형놀이 - 김경묵
- 동경원정투쟁, 그 3일의 기록 - 혜리
- 계화 갯벌 - 오종환
- 우리 모두가 구본주다 - 태준식
- 알고 싶지 않은... ver.2005 - 이진필
- 모순이에게 - 김재영
- 흡년 - 김상현, 남효주
- 슬로브핫의 딸들 - 문정현
- 후용리 예술 공연단, 노뜰 - 오영필, 박선욱
- 핑크팰리스 - 서동일
- 피플 오브 노 리턴 - 사유진
- 잊혀진 여전사 - 김진열
- 나의 선택, 가족 - 계운경
- 유언 - 박세연
- 우리는 무엇을 기다리는가 - 김현경
- 엄마를 찾아서 - 정호현
- 안녕, 사요나라 - 김태일, 카토 쿠미코

### 해외 신작전
- 밀입국 - 기록되지 않은 기록 - 아르투로 페레즈 토레스
- 디어 평양 - 양영희
- 자립형 인간 - 수잔 스턴
- 낯선 이웃 : 대중 관찰의 역사 - 레베카 바론
- 쉘비 녹스의 성교육 - 섹스, 거짓말, 그리고 교육 - 로즈 로젠블랏
- 평온한 삶 - 신시아 매던스키
- 지워지지 않는 기억 - Petra Lataster-Czisch, Peter Lataster
- 여성의 장소 - Ewa Cederstam
- 텔레비전과 나 - 안드레스 디 뗄라
- 마야 데렌의 거울 - 마르티나 쿠드라섹
- 우울한 방 세 개 - Pirjo Honkasalo
- 먼지처럼 떠돌다 - 황 원 하이

### 특별 회고전
- 아프리카 벗겨 먹기 - 장-마리 뜨노
- 알렉스의 결혼 - 장-마리 뜨노
- 구름위의 머리 - 장-마리 뜨노
- 식민지에 관한 오해 - 장-마리 뜨노